# Bala (pays de Galles)
Pour les articles homonymes, voir Bala.
Bala est une ville et une communauté du comté de Gwynedd, au pays de Galles.

## Toponymie
En gallois, bala signifie « exutoire ». Le nom de la ville fait référence au point où la Dee sort du lac Bala. Il est attesté dès 1331 sous la forme la Bala, puis the Bala en 1582.